# Hesperumia duaria
Hesperumia duaria är en fjärilsart som beskrevs av Samuel E. Cassino och Louis W. Swett 1922. Hesperumia duaria ingår i släktet Hesperumia och familjen mätare. Inga underarter finns listade i Catalogue of Life.